# IC 984
IC 984 је спирална галаксија у сазвјежђу Волар која се налази на листи објеката дубоког неба у Индекс каталогу.
Деклинација објекта је + 18° 21' 51" а ректасцензија 14h 10m 7,6s. Привидна величина (магнитуда) објекта IC 984 износи 13,6 а фотографска магнитуда 14,4. IC 984 је још познат и под ознакама UGC 9062, MCG 3-36-70, CGCG 103-99, IRAS 14077+1835, PGC 50580.